# Де ла Фуэнте Гарсия, Сатурнино
Сатурнино де ла Фуэнте Гарсия (исп. Saturnino de la Fuente García; 11 февраля 1909, Леон, Кастилия и Леон — 18 января 2022, Леон, Кастилия и Леон) — испанский долгожитель, возраст которого подтверждён Группой геронтологических исследований (GRG), Книгой рекордов Гиннесса и Групой LongeviQuest (LQ), проживший 112 лет, 341 день. На момент своей смерти он был самым старым мужчиной в мире, а также 22-м старейшим среди мужчин за всё время. Сатурнино де ла Фуэнте Гарсия не дожил всего 24 дня до своего 113-летия.

## Биография
Сатурнино де ла Фуэнте Гарсия родился 11 февраля 1909 года (однако он считал, что родился 8 февраля), в городе Леон. В 5 лет он чуть не умер от испанского гриппа. С 13 лет на протяжении 30 лет он работал сапожником на обувной фабрике. Во время гражданской войны в Испании он шил обувь для солдат, не участвуя в боевых действиях.
В 1927 году он стал одним из основателей футбольного клуба «Пуэнте Кастро», где играл на позиции центрального нападающего.
В 1937 году пережил авиакатастрофу (самолёт упал на здание, в котором он находился).
В мае 2021 года он сам пошёл делать прививку от COVID-19.
12 августа 2021 года после смерти Эмилио Флореса Маркеса Сатурнино стал самым старым живым мужчиной в мире.
10 сентября 2021 года в возрасте 112 лет и 211 дней он был официально объявлен Книгой рекордов Гиннеса самым старым мужчиной в мире.
В 2021 году у него было 8 детей, 14 внуков и 22 правнука.
Умер 18 января 2022 года в возрасте 112 лет. После его смерти старейшим мужчиной мира стал житель Венесуэлы Хуан Висенте Перес Мора.

## Рекорды долгожителя
- В свои 112 лет он третий по возрасту человек в Испании.
- 3 декабря 2021 года занял 24-ю строчку среди старейших мужчин в истории.
- 21 декабря 2021 годa занял 23-ю строчку среди старейших мужчин в истории.
- 13 января 2022 годa  занял 22-ю строчку среди старейших мужчин в истории.